# Szczecin Gumieńce

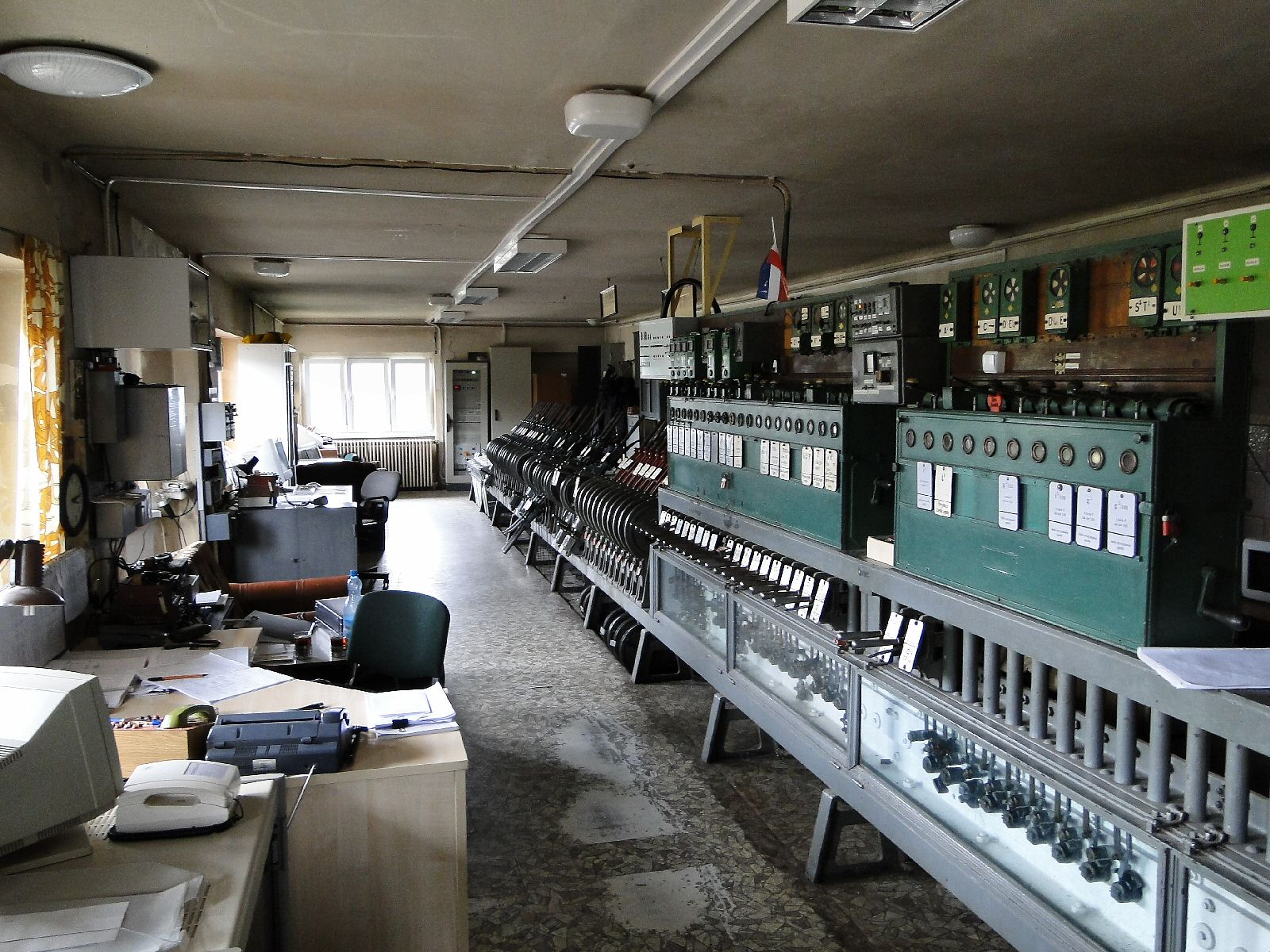
Nastawnia na stacji Szczecin Gumieńce

Szczecin Gumieńce – dworzec kolejowy, kolejowe przejście graniczne i stacja węzłowa na Gumieńcach, osiedlu Szczecina. Położony jest przy ul. Cukrowej nieopodal drogi krajowej nr 13. W okolicach stacji znajduje się nastawnia „Gm”. W latach 1899–1945 funkcjonował także przystanek Gumieńce Wąskotorowe na linii CPO.

## Ruch pasażerski
| Rok  | Wymiana pasażerska na dobę |
| ---- | -------------------------- |
| 2017 | 10-19                      |
| 2022 | 10-19                      |

Odległość od dworca do ważniejszych stacji w pobliżu:
- Szczecin Główny: 4,7 km
- Grambow (stacja graniczna): 8,4 km
- Tantow (stacja graniczna): 18,6 km

## Informacje ogólne
Przez Gumieńce prowadzi linia otwartej 15 marca 1843 Kolei Berlińsko-Szczecińskiej (niem. Berlin-Stettiner Bahn) – pierwszej linii kolejowej na Pomorzu Zachodnim i jednej z najstarszych na obecnych ziemiach polskich. W latach 1945–1950 i 1972–2007 (do momentu przystąpienia do Strefy Schengen) kolejowe przejście graniczne (jedyne w obecnym województwie zachodniopomorskim) łączące z niemieckimi miejscowościami Tantow (w kierunku Angermünde i Berlina) oraz Grambow (w kierunku Pasewalku i Lubeki/Hamburga). Do 1973 Gumieńce były także zwykłą stacją w kierunku Dobrej Szczecińskiej.
Obecnie większość przejeżdżających przez stację pociągów to krótkobieżne pociągi osobowe (najdalej do Berlina, Lubeki i Schwerina) obsługiwane szynobusami. W latach 2005–2010 kursował także InterCity do podamsterdamskiego lotniska Schiphol, a w latach 2011–2012 EuroCity do Pragi przez Berlin. Wszystkie pociągi pasażerskie zatrzymujące się obecnie na stacji Szczecin Gumieńce są obsługiwane przez koleje niemieckie Deutsche Bahn; w poprzednich latach (ostatnio w rozkładzie 2007/2008) kursowało kilka pociągów ze stacji Szczecin Główny, a także m.in. z Gryfina, Świnoujścia i Koszalina, z uwagi na znajdujące się niedaleko budynki Uniwersytetu Szczecińskiego. Szczecin Gumieńce są ostatnią stacją, na której zatrzymują się pociągi pasażerskie przed przekroczeniem granicy polsko-niemieckiej. Przed 1945 istniała również stacja w Stobnie (na linii w kierunku Grambow) oraz na linii do Tantow w: Warzymicach, Kołbaskowie i Rosow (w Niemczech).
Z Gumieniec prowadziła również bocznica do nieistniejącej Cukrowni Szczecin. Dojazd ZDiTM do przystanku „Cukrowa”.